# Peperomia adsurgens
Peperomia adsurgens är en pepparväxtart som beskrevs av Truman George Yuncker. Peperomia adsurgens ingår i släktet peperomior, och familjen pepparväxter. Inga underarter finns listade i Catalogue of Life.